# Jean-Baptiste de Richardville
Pour les articles homonymes, voir Richardville.
Jean-Baptiste de Richardville (c. 1761 – 1841), également connu sous le nom de Peshewa (« Chat sauvage ») ou de Joseph Richardville, est le dernier chef de la tribu amérindienne des Miamis unis.
Il est également surnommé « pin-iwa » en dialecte miami, ce qui signifie « wildcat » en anglais.

## Biographie
Jean-Baptiste de Richardville est né vers 1761 dans le village de Kekionga (aussi appelé Miamitown), actuellement Fort Wayne (Indiana), d’un marchand de fourrure français, Joseph Drouet de Richardville et d’une Amérindienne miami de haut rang, Tacumwah (« Perruche ») baptisée Marie-Louise. Celle-ci était la demi-sœur du chef de guerre Michikinikwa (« Petite Tortue ») par sa mère, et du chef Pacanne par son père ,.
Dans les années 1780, Joseph Drouet quitte sa femme Tacumwah et ses enfants à la suite d'un important imbroglio commercial entre eux, pour partir s'installer au Québec, à Trois-Rivières. Néanmoins Tacumwah se remarie avec un important commerçant de la région, Charles Beaubien, le concurrent de Joseph Drouet, et continue à élever Jean-Baptiste. Toutefois, ce dernier est tellement timide qu'il ne peut pas parler en public, si bien que c'est Tacumwah qui parle à sa place dans les réunions.
Vers 1800, Jean-Baptiste de Richardville prend pour épouse une Indienne miami du nom de Natoequeah. Ils auront plusieurs filles, et au moins un fils nommé Joseph. Une de ces filles, Catherine, épouse Francis Lafontaine qui deviendra le chef des Miamis après la mort de Jean-Baptiste. Une autre, LaBlonde, épouse, elle, James Godfroy, le fils du dernier chef des Miamis, Francis Godfroy.
En 1812, son oncle Michikinikwa décède, et en 1813 Jean-Baptiste est élu chef des Miamis, fonction qu'il assurera jusqu'à sa mort en 1841.  Il est considéré comme une figure leader des traités amérindiens de l'Indiana de la première moitié du XIXe siècle. 
Après avoir signé le traité de Mississinewas (en), Richardville vit à Fort Wayne, dans la Richardville House (en) où il meurt le 13 août 1841. La maison a été financée par l’État fédéral, comme le traité de Mississinewas le stipulait. Elle restera dans la famille jusqu'à la fin du XIXe siècle. Appelée Chief Richardville House ou Akima Pinsiwa Awiiki, cette demeure est aujourd'hui considérée comme la plus vieille structure amérindienne du Midwest. Située au 5705 Bluffton Road à Fort Wayne, elle devient National Historic Landmark en 2012.
À sa mort, Jean-Baptiste de Richardville est considéré comme l'homme le plus riche de tout l'Indiana, avec une fortune estimée à 23 millions de dollars.
Il est enterré dans le cimetière catholique de la cathédrale de l'Immaculée Conception de Fort Wayne. Ses filles y feront ériger un imposant monument en son honneur quelques années plus tard.